# Can Bohils
Can Bohils és una masia de Riudellots de la Selva (Selva) inclosa a l'Inventari del Patrimoni Arquitectònic de Catalunya.

## Descripció
Es tracta d'un edifici de tres naus, dues plantes i golfes, amb la teulada a dues vessants a laterals amb cornisa catalana. El portal principal és rectangular i presenta una llinda de pedra amb dos anys inscrits, 1601 i 1649, i el text “Antic Manric”. Les obertures de la primera i la segona planta són emmarcades en pedra i ampit motllurat, algunes d'elles estan protegides per reixes de ferro forjat. La del costat dret té un motiu ornamental en forma d'escut a la llinda. Les golfes presenten una finestra trigeminada, d'arcs de mig punt sobre impostes de rajol de factura posterior. Hi ha també un rellotge de sol pintat i el parament és arrebossat. Bona part de la façana i laterals està coberta per una heura, i la casa està envoltada per un jardí tancat amb reixa metàl·lica.
L'edifici ha sofert una important remodelació i l'afegit de cossos amb obertures d'arc de mig punt.